# Nelson R. Orringer
Nelson R. Orringer es un hispanista estadounidense, catedrático de la Universidad de Connecticut, que ha publicado obras sobre diversos pensadores de la España contemporánea.
Es autor de obras como Ortega y sus fuentes germánicas (Gredos, 1979), sobre José Ortega y Gasset, Unamuno y los protestantes liberales (1912): Sobre las fuentes de "Del sentimiento trágico de la vida" (Gredos, 1985), sobre Miguel de Unamuno, La aventura de curar. La antropología médica de Pedro Laín Entralgo (Galaxia Gutenberg-Círculo de Lectores, 1997), sobre Pedro Laín Entralgo, o Ángel Ganivet (1865-1898): la inteligencia escindida, sobre Ángel Ganivet (Ediciones del Orto, 1998), entre otras. 